# Nagao Kitai
Nagao Kita (喜多 長雄, Kita Nagao) est un consul japonais qui fut stationné à Hawaï peu avant l'attaque sur Pearl Harbor. Il reçoit pour consigne le 22 mars 1941 de collecter des renseignements sur l'emploi du temps de la flotte américaine de Pearl Harbor, en utilisant la corruption si nécessaire. Cette instruction est interceptée par les renseignements américaines qui ne donnent cependant pas l'alarme.
Il reçoit de nouvelles consignes le 24 septembre 1941 pour transmettre l'emplacement des terrains d'aviation américains de Hawaï. Ces consignes sont de nouveau interceptées mais toujours sans donner l'alarme.